# Aurora Wilhelmina Brahe
Aurora Wilhelmina Brahe, född Koskull 22 november 1778, död 19 februari 1852, var en politiskt aktiv svensk grevinna, hovfröken och salongsvärd.

## Biografi
Dotter till hovjunkaren friherre Otto Anders Koskull och Amalia Beata Silfversparre. Syster till landshövdingen Georg Adolf Koskull. Gift 23 september 1806 med greve Magnus Fredrik Brahe. Hon var släkt med Mariana Koskull. 
Aurora Koskull blev 1797 hovfröken hos drottning Fredrika. År 1800 avskedades drottningens hovfröknar av kungen och ersattes av gifta statsfruar, delvis på grund av de skandaler främst två av dem, Fredrika von Kaulbars och Emilie De Geer, varit inblandade i och avskedades med lön och tjänstgöring hos kronprinsen så länge han var barn.  Koskull var då en av de som drabbades ekonomiskt svårast, och fick flytta till sin faster Ulrika Katarina Koskull och dennes man greve Magnus Fredrik Brahe. 
1802 nämns hon som en bra sångerska vid amatörteatersällskapet hos Hedvig Elisabet Charlotta av Holstein-Gottorp på Rosersbergs slott. 1803 ryktades hon ha ett förhållande med Prins Vilhelm Fredrik, hertig av Gloucester och Edinburgh under hans besök i Stockholm 1802–1803. Vilhelm sade enligt Hedvig Elisabet Charlotta, att han skulle ha gift sig med Aurora om hon hade varit hennes dotter.
"Aurora Koskull, hovfröken hos drottningen och tjänstgörande hos de kungliga barnen, hade gjort ett djupt intryck på prinsen och kommit honom att alldeles tappa huvudet. Hon är verkligen bra vacker, och fastän ej särdeles intelligent har hon talanger, som mer än väl kunna ersätta esprit och ett gott huvud. Han anförtrodde mig sin ömma låga. han har ett hjärta av guld och ett milt sinnelag, därför skulle det aldrig falla honom in att vilja fläcka en ung flickas rykte eller skada hennes framtidsutsikter. Jag talade förstånd med honom, gjorde honom de allvarligaste föreställningar, men ingenting hjälpte, kärleken var honom övermäktig, han svarade blott: 'Ack, om hon vore er dotter! Då skulle jag ej begära bättre än att anhålla om hennes hand. Ni har ju fullkomligt rätt i allt, vad ni säger, men vad skall jag ta mig till? Jag älskar henne ända till vansinne!' Min övertygelse är, att de unga tu uppträdde fullt korrekt, men hela Stockholm visste berätta, att prinsen ej suckat förgäves." 
År 1806, ett och ett halvt år efter fasterns död gifte hon sig med Brahe. Då hennes make 1811 sändes som ambassadör till Paris för att framföra Karl XIII:s lyckönskningar med anledning av Napoleon II:s födelse följde Aurora Wilhelmina med honom och i Paris fick »la belle suédoise», som hon kallades av kejsar Napoleon, mycket uppmärksamhet och beundran. 
Brahe ska ha varit uppskattad av Karl Johan, som en tid även ryktades ha varit förälskad i henne och haft ett förhållande med henne. Ryktena om ett förhållande ansågs dock inte vara sanna, och Karl Johan fick vid samma tid ett förhållande med Brahes kusin Mariana Koskull.  I maj 1815 nämns i Hedvig Elisabet Charlottas dagbok, apropå ryktena kring Karl Johan och Mariana Koskull, att han snarare var förtjust i Brahe: 
"Ännu en anledning torde medverka till att kronprinsen ingalunda önska se kronprinsessan återvända. Det skvallras om, att han underhåller en förbindelse med en av mina hovdamer, fröken Koskull, en förbindelse som han förstått att med den allra största omsorg dölja men som genom den unga damens eget förvållande blivit känd. Hon begär nämligen inget bättre än att folk ska tro att ryktet talar sant. Det är ju möjligt, att kronprinsen är road av henne och tycker hon är behaglig, men egentligen är han en beundrare av Koskulls kusin grevinnan Brahe. Härom skulle dock de elakaste tungor kunna säga något giftigt, ty härvidlag tillgår allt på det mest passande och oklanderliga sätt."
I juni 1815 ryktades också Karl Johan hade övergett Mariana Koskull för Brahe: 
"För att skingra sina bekymmer, orsakade av läget i Frankrike, har kronprinsen, sedan vi nu fått vackert väder, anordnat små middagar och supéer med ett utvalt sällskap av unga damer och några med honom jämnåriga. Allmänheten hade sett, att kronprinsen utmärkte grevinnan Brahe framför alla andra och att fröken Koskull ej deltogo i ovannämnda utflykter, och trodde nu helt felaktigt, att han ändrat tycke. Men grevinnans alltid förståndiga, värdiga och korrekta uppförand bör bespara henne dylika misstankar. Jag är fullkomligt övertygad, att han för henne blott hyser vänskap, grundad på den varma tillgivenhet, han ägnar hennes man. Ganska naturligt är dock, om han samtidigt tjusas av hennes skönhet och därför skänker henne sin hyllning. För min del tror jag säkert, att grevinnans kusin fröken Koskull är hans älskarinna och att hans känslor för grevinnan äro helt platoniska."
Charlotta bedömde att Karl Johans relation till Brahe var en vänskapsrelation och beskrev i januari 1817 skillnaden mellan den och hans relation till Mariana Koskull, samtidigt som hon ger Brahe en personbeskrivning: 
"Kronprinsen är ingalunda likgiltig för det täcka könet i allmänhet men utmärker i synnerhet två damer i societén, två kusiner. För den ena, grevinnan Brahe, hyser han den varmaste vänskap och tillgivenhet, och grevinnan ser också i kronprinsen en kär vän. Såsom en verklig riddersman i ordets hela bemärkelse ägnar han grevinnan den hyllning, vilken tillkommer hennes skönhet och ädla karaktär. Kvick är hon ej, har ej ens fått någon särdeles vårdad eller kultiverad uppfostran men har förvärvat sig viss bildning, utmärker sig i synnerhet för takt och fint sätt och är allmänt avhållen."
Inför drottning Desiderias och Josefina av Leuchtenbergs ankomst till Sverige 1823, tackade hon nej till att bli överhovmästarinna hos kronprinsessan och ersattes då av Elisabet Charlotta Piper, men gick med på att möta Josefina på vägen och ingå i det följe som skulle eskortera henne till Sverige: 
"Man hade lifligt önskat, att grefvinnan Brahe velat mottaga platsen såsom öfverhofmästarinna vid det nya hofvet, men hon kunde ej förmås dertill. Hon lofvade dock åtaga sig uppdraget att afgå till Lubeck och der mottaga kronprinsessan, hvars båda tyska damer der skulle lemna henne. Till öfverhofmästarinna utnämndes grefvinnan Erik Piper, en dam i alla hänseenden värdig denna plats ^), hvilken äfven hon icke utan svårighet förmåddes att mottaga." 
Efter sin makes bortgång 1826 fortsatte hon att utöva ett stort inflytande i Stockholms adliga kretsar, och hennes salong förblev en av de främsta mötesplatserna för den "eleganta världen". Det sades att hon "med ädel värdighet förde spiran i den svenska aristokratiens främsta salong", och hennes salong beskrevs som "en skola, der ungdomen inhemtade kunskap i det fina lefnadsvettets och det älskvärda umgängets konst".
Även på politikens område ska hon ha gjort sig gällande då hennes styvson – och tillika kusin – Magnus Brahe sökte råd och hjälp av henne. Ännu på äldre dagar ska hon ha bibehållit "ett skönt och majestätiskt utseende". Hon avled 74 år gammal.